# Déshydrogénase

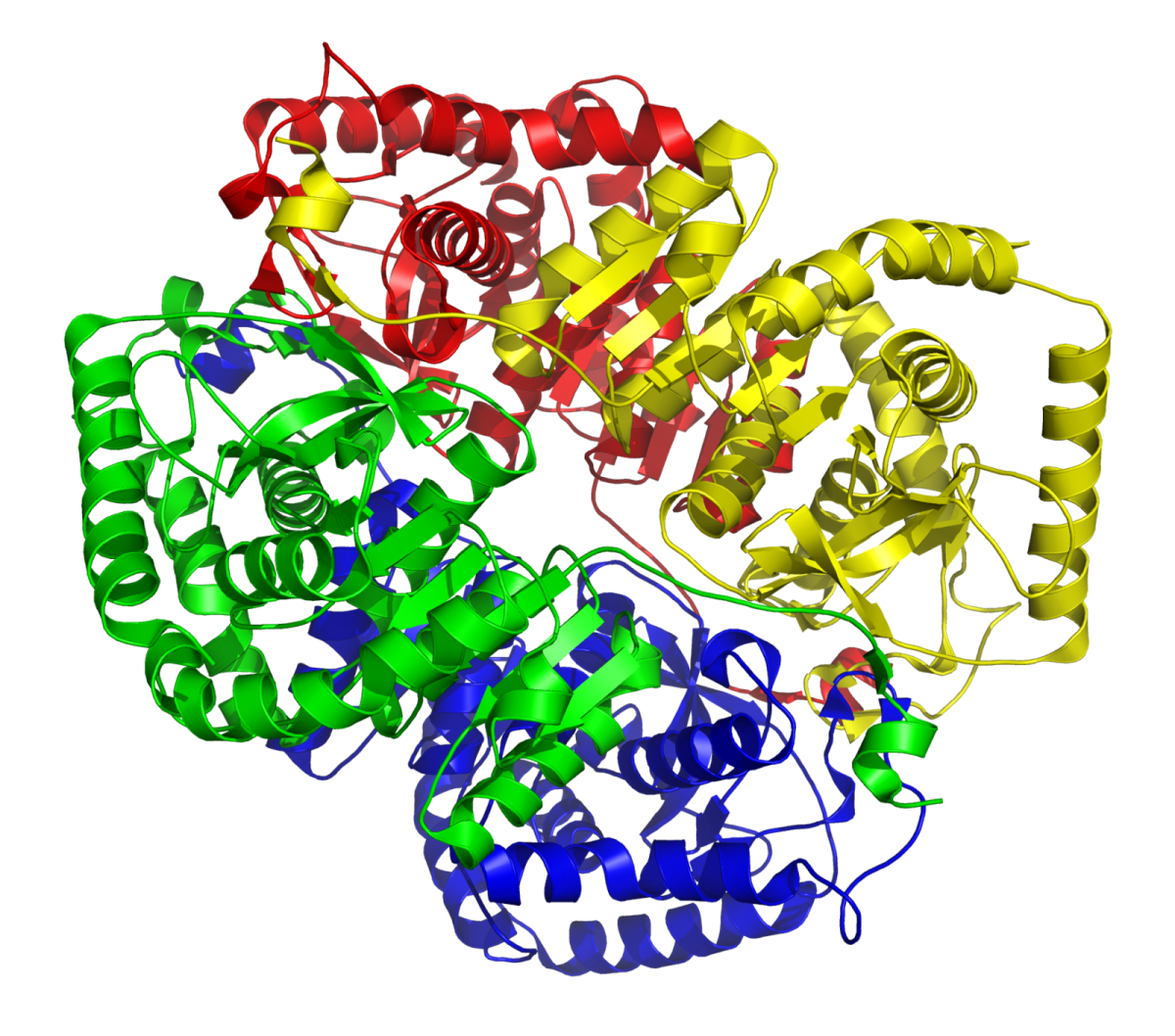
Diagramme d'un déshydrogénase de muscles humain.

Une déshydrogénase (appelée aussi DHO dans la littérature) est une enzyme qui oxyde un substrat par le transfert d'un ou plusieurs ions (H+) à un accepteur, généralement un coenzyme type  NAD+/NADP+ ou flavine comme le FAD ou le FMN.

## Exemples
- Aldéhyde déshydrogénase.
- Acétaldéhyde déshydrogénase.
- Alcool déshydrogénase.
- Glutamate déshydrogénase (une enzyme qui convertit le glutamate en α-cétoglutarate et vice versa).
- Lactate déshydrogénase.
- Pyruvate déshydrogénase (une enzyme commune qui intervient dans le cycle de Krebs en convertissant le pyruvate en acétyl-CoA).
- Glucose-6-phosphate déshydrogénase (impliquée dans la voie des pentoses phosphates).
- Glycéraldéhyde-3-phosphate déshydrogénase (impliquée dans la glycolyse).

### Dans le cycle de Krebs
- Isocitrate déshydrogénase.
- alpha-Cétoglutarate déshydrogénase.
- Succinate déshydrogénase.
- Malate déshydrogénase.